# Selime

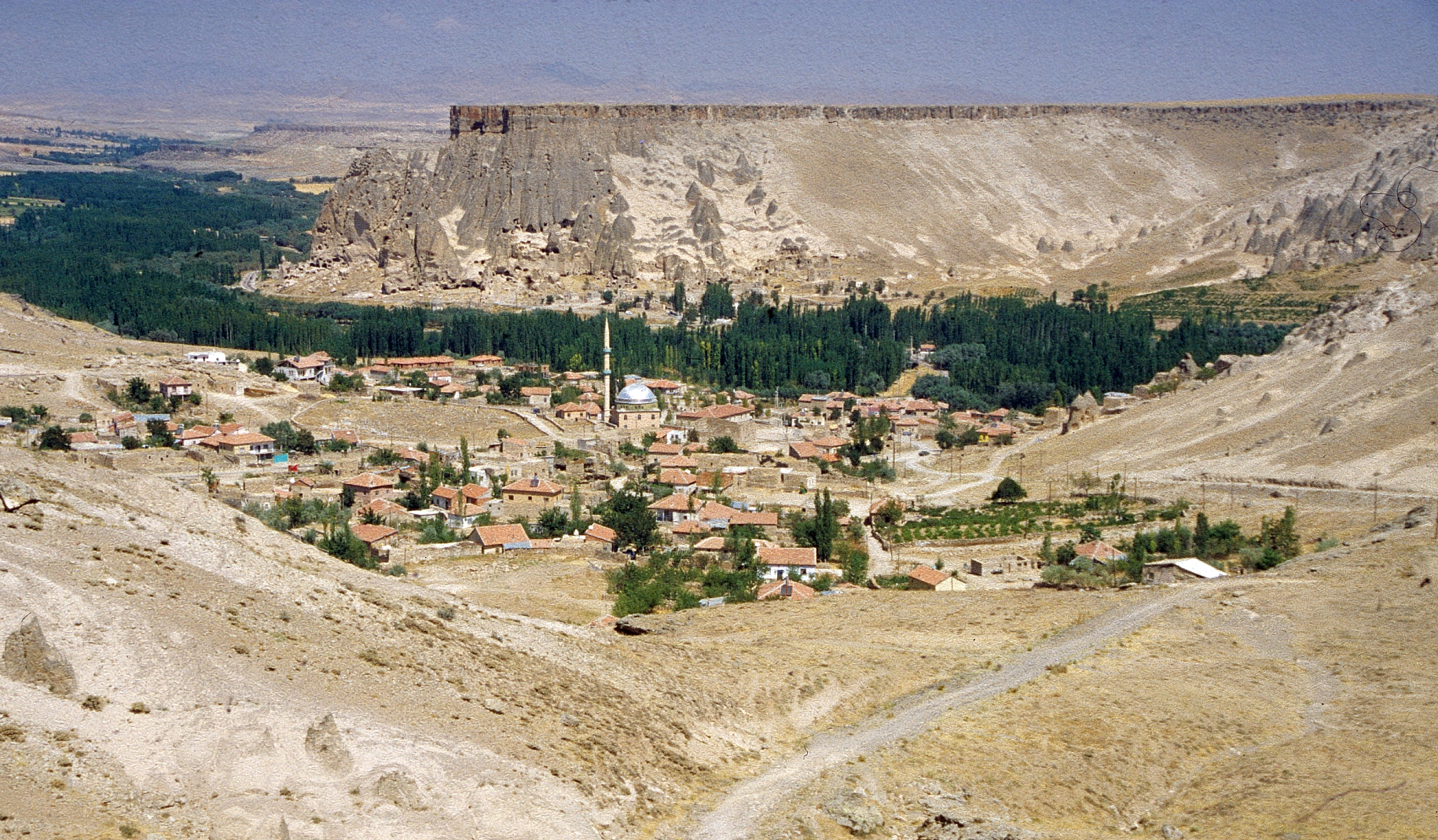
Selime

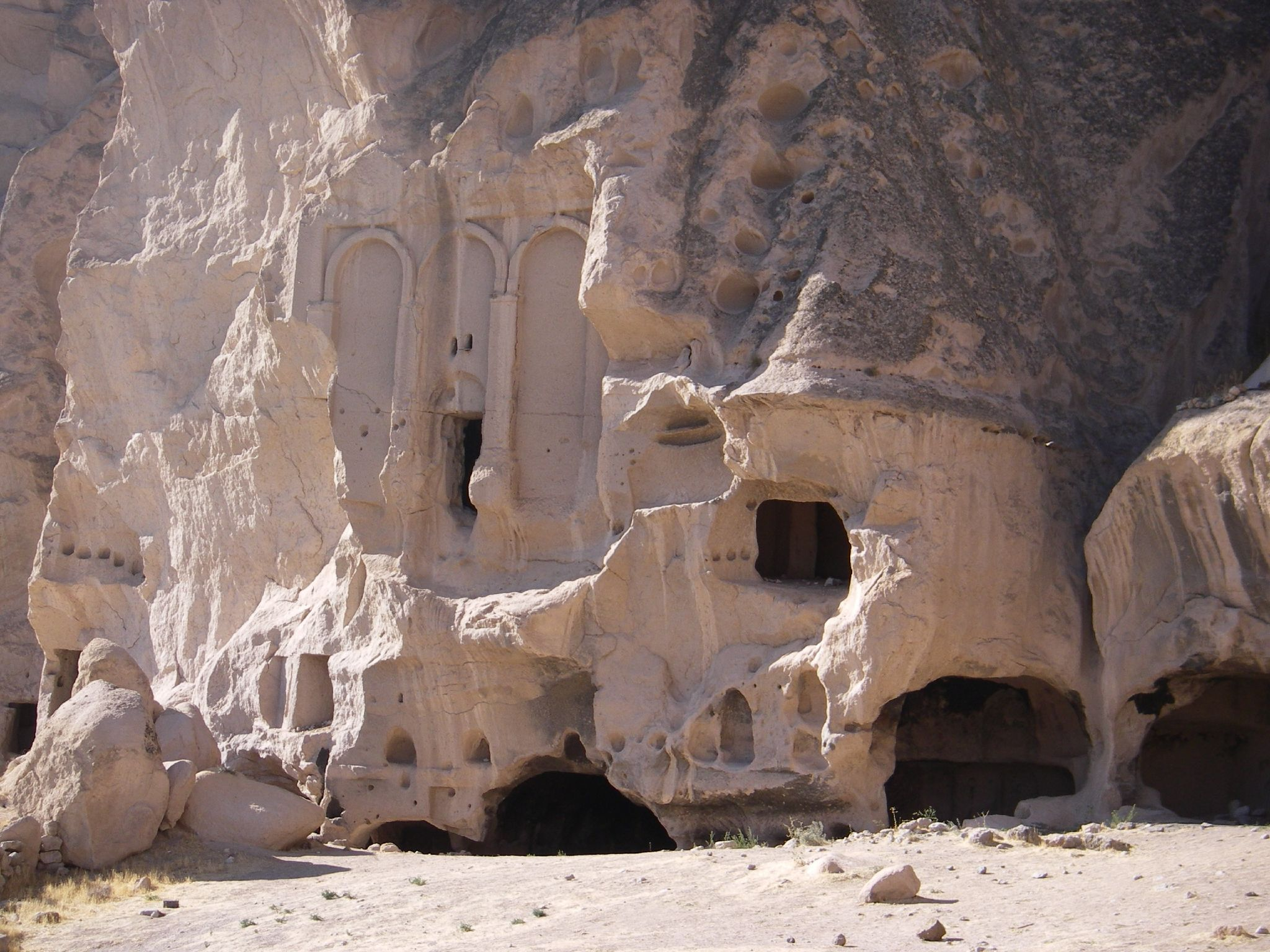
Kirche

Selime ist eine Gemeinde im Südwesten der Region Kappadokien, im Landkreis Güzelyurt der zentraltürkischen Provinz Aksaray. Es liegt etwa 25 km östlich der Provinzhauptstadt Aksaray und 12 km westlich von Güzelyurt am Nordwestende des Ihlara-Tals.

## Selime Kalesi
Westlich der Durchgangsstraße, die weiter ins Ihlara-Tal führt, liegt ein Friedhof mit der seldschukischen Türbe von Sultan Selim, der dem Dorf den Namen gab. Auf der gegenüberliegenden Straßenseite liegt ein großer und gut erhaltener Klosterkomplex, der Selime Kalesi (Burg von Selime) genannt wird. Er ist in der für Kappadokien typischen Art in den weichen Tuffstein gehauen.
Die Räume gruppieren sich um zwei Klosterhöfe. Heute betritt man die Anlage meist durch den zweiten Hof im Westen. Linker Hand liegt die Küche, ein Raum mit quadratischem Grundriss und pyramidenförmigen Dach, in dem ein Rauchabzug eingebaut ist. In den Wänden befindet sich neben mehreren Nischen ein Ofen. Zwei Nebenräume dienten vermutlich als Vorratskammern. Rechts vom Hof liegt ein Raum mit umlaufender Galerie. Er ist durch Nischen in zwei Stockwerke gegliedert, die sich im ersten Stock, der über eine Treppe erreichbar ist, in Arkadenform öffnen. In der kappadokischen Felsarchitektur sind derartige Emporen eine aufwendige und deshalb sehr seltene Bauform. Über einen Tunnel gelangt man in einen weiteren Raum mit Tonnengewölbe. Von der mit Blendarkaden gegliederten Nordseite erreicht man einen quadratischen Raum, an dessen Decke ein monumentales Kreuz eingemeißelt ist. Durch einen Türsturz war dieser Raum auch vom ersten Hof zugänglich.
Im Osten dieses Hofes liegt die Klosterkirche, Kale kilisesi genannt. Sie hat die Form einer dreischiffigen Basilika mit einer teilweise heruntergebrochenen Vorhalle. Die vorhandenen Malereien sind durch einen Brand geschwärzt und in keinem guten Zustand. Erkennbar sind Szenen aus Kindheit und Jugend Mariens und aus der Christuslegende, unter anderem Verkündigung, Geburt, Verehrung durch die Heiligen Drei Könige, Flucht von Bethlehem und Taufe im Jordan. In der Apsis ist eine Darstellung der Himmelfahrt. Auf der Westwand sind die Stifter und verschiedene nicht identifizierbare Figuren abgebildet.
Im Südosten des Hofes schließen sich weitere Höhlenräume an, die als Wohnräume der Mönche gedeutet werden. Sie enthalten profane Reliefdarstellungen sowie die Nachbildung einer Kassettendecke.